# 7 Dywizjon Artylerii Ciężkiej (1939)
7 dywizjon artylerii ciężkiej (7 dac) – pododdział artylerii ciężkiej Wojska Polskiego.
Dywizjon nie występował w pokojowej organizacji wojska. Został sformowany w sierpniu 1939 roku, w Łodzi, przez 4 pułk artylerii ciężkiej z przeznaczeniem dla 7 Dywizji Piechoty. W jego skład weszły dwie trzy działowe baterie: armat 105 mm i haubic 155 mm.

## 7 dac w kampanii wrześniowej

### Mobilizacja
7 dywizjon artylerii ciężkiej został zmobilizowany wraz z plutonem taborowym nr 7 w ramach mobilizacji alarmowej w grupie jednostek oznaczonych kolorem żółtym w dniach 24–26 sierpnia 1939 r. Zmobilizowany został przez 4 pułk artylerii ciężkiej w Łodzi. Zawiązki kadrowe dla sformowania dywizjonu pochodziły z 2 baterii 4 pac. Miejscem formowania dywizjonu były budynki fabryczne przy ul. Żwirki w Łodzi. Dywizjon zmobilizowano sprawnie, stawiennictwo rezerwistów było bardzo dobre, zmobilizowane konie były bardzo dobrej jakości. Braki wystąpiły w pistoletach i kbk, zabrakło ich dla jezdnych i telefonistów. Zabrakło radiostacji na pełny stan, a wozy były złej jakości. W momencie zakończenia mobilizacji dywizjon składał się z: 4 oficerów zawodowych, 12 oficerów rezerwy, 6 podchorążych rezerwy, 4 podoficerów zawodowych oraz 486 podoficerów i szeregowych. Posiadał 87 koni wierzchowych i 256 koni „AC” oraz „T”. O godz.16:30 26 sierpnia dywizjon wymaszerował do miejscowości Stoki na północny wschód od Łodzi. Po przybyciu w rejon 27 sierpnia podkuwano konie. 28–29 sierpnia ze stacji w Koluszkach 7 dac odjechał 4 transportami kolejowymi do stacji Olsztyn poprzez Tomaszów Mazowiecki, Skarżysko Kamienną, Kielce i Koniecpol. Po wyładowaniu 30 sierpnia dywizjon przemaszerował do Zawodzia koło Częstochowy i 30 sierpnia oraz nocą 30/31 sierpnia zajął stanowiska ogniowe na wyznaczonych miejscach.

### Działania bojowe
31 sierpnia na stanowiskach 7 dac osiągnął pełną gotowość bojową dzięki wcześniejszym działaniom 7 plutonu topograficzno-ogniowego. Pobrano dodatkową amunicję gromadząc w dyspozycji dywizjonu 6 jednostek ognia. 7 dac i dywizjon II/7 pułku artylerii lekkiej (bez 5/7 pal) stanowił artylerię ogólnego działania 7 Dywizji Piechoty pod dowództwem kpt. Kamińskiego. 1 września dywizjon zajmował stanowiska ogniowe w zachodniej części Częstochowy. Dywizjon o godz.23:00, na rozkaz dowódcy artylerii 7 DP ppłk dypl. Stanisława Wójtowicza, ostrzelał siłami 1 baterii armat cele według mapy na odległości 12 km. Nocą 1/2 września oddziały osłonowe wraz z artylerią wycofały się na główne pozycje obronne. 1 bateria zajęła stanowiska ogniowe koło stacji kolejowej Stradom, 2 bateria na północnych przedmieściach Częstochowy. Mając wysunięte punkty obserwacyjne: 1 bateria na wzgórzu koło wsi Sabinów, wzg. 299 koło wsi Podbucze oraz na wzg. 282 koło wsi Parkitka, 2 bateria na Kawiej Górze i na wzgórzu koło wsi Żabiniec. Dywizjonowy punkt obserwacyjny umieszczono w Domu Rekolekcyjnym. Od 2 września 7 dac działał pod dowództwem ppłk. M. Huberta, dowódcy 7 pal. Ok. godz.7:00 po zaobserwowaniu kolumny niemieckich czołgów jadących szosą z Kłobucka, 2 bateria haubic ostrzelała ją. Około godz.8:00 1 bateria armat ostrzelała stanowiska niemieckiej broni maszynowej, na północ od Blachowni i w rejonie Wręczycy, o godz. 9:30 bateria ostrzelała nacierającą niemiecką piechotę i czołgi na wieś Szarlejka. Dom Rekolekcyjny i okolice były atakowany przez niemieckie bombowce, w wyniku czego uszkodzono linie telefoniczne. O godz. 10:00 haubice 2 baterii ostrzelały we wsi Biała, zgrupowanie czołgów niemieckich, unieruchamiając 3 czołgi. Armaty 1 baterii wspierały obronę wsi Szarlejka, gdzie ostrzelały 12 niemieckich czołgów, niszcząc 2 z nich.
W południe punkt obserwacyjny (p.o.) dywizjonu umieszczono na wieży kościoła jasnogórskiego, uzupełniono też amunicję ze składów na Zawodziu. Pomimo zbombardowania, około godz.14:00, stanowisk 2 baterii, ostrzeliwała ona niemieckie pododdziały 1 Dywizji Pancernej. Na żądanie piechoty haubica 2 baterii ostrzelała grupę czołgów w rejonie wsi Wierzchowiska. P.o. 1 baterii został ostrzelany ogniem artylerii niemieckiej, pomimo tego kierowany z niego ostrzał 1 baterii osłonił odwrót piechoty ze wzg. 299. O godz. 17:00 7 dac ogniem ześrodkowanym całego dywizjonu ostrzelał zgrupowanie niemieckich czołgów w rejonie Ligoty, wystrzelono ok. 180 pocisków. Następnie ześrodkowanie ognia 7 dac położono na zgrupowanie czołgów i piechoty 1. DPanc. we wsi Szarlejka, dalszy ostrzał nękający celu prowadziła 1 bateria. Według oceny tego dnia strona niemiecka miała utracić jako unieruchomione ok. 40 czołgów, część z nich przypadła 7 dac.
2 września 1 bateria wystrzeliła około 200 pocisków, a 2 bateria około 160 sztuk. Nocą 2/3 września 7 dywizjon odbył 30 kilometrowy marsz do lasów w pobliżu Janowa poprzez most na Warcie. Rano 3 września po przybyciu do rejonu Janowa stwierdzono podchodzące oddziały niemieckie, baterie zajęły stanowiska; 2 w lesie, a 1 na skraju lasu jako artyleria ppanc. Od godz.14:00 7 dac ostrzeliwał nacierające oddziały niemieckiej 2 Dywizji Lekkiej, wzdłuż drogi z Janowa na stanowiska 74 pułku piechoty i innych oddziałów. Zniszczono kilka czołgów i stanowisk broni maszynowej oraz zmuszono do milczenia niemiecką baterię artylerii. Jednocześnie w godzinach przedwieczornych siłami 1 baterii wsparto natarcie 74 pp na Janów. Ok godz. 19:00 stanowiska 2 baterii haubic zostały ostrzelane ogniem niemieckiej artylerii. Z uwagi na wystrzelanie większości amunicji około godz.22:00 7 dac zajął miejsce w kolumnie marszowej, która podjęła próbę przebicia się przez pierścień okrążenia. Wobec zablokowania szosy Częstochowa – Janów przez niemieckie czołgi, próba wyjścia z okrążenia nie powiodła się. 7 dywizjon maszerując po zatłoczonych drogach porozdzielał się i utkwił w wielkim zatorze. W lasach na południe od Złotego Potoku w wyniku przeszukania terenu przez jednostki niemieckie z 2. DLek. i 4 Dywizji Piechoty, 4 września 7 dac zakończył swoje istnienie. Przed wzięciem do niewoli zakopano część broni, cały sprzęt optyczno-mierniczy, celowniki i zamki dział. Rano żołnierze 7 dac wraz ze sztabem 7 DP i innymi oddziałami zostali przez Niemców wzięci do niewoli.

## Organizacja i obsada personalna
Obsada personalna:
- dowódca dywizjonu – kpt. Józef Kamiński
- adiutant dywizjonu – ppor. rez. inż. Lech Dzieniakowski
- oficer zwiadowczy – ppor. Marian Buchacz
- oficer łączności – por. rez. Zdzisław Karczewski
- oficer płatnik - ppor. rez. Józef Ruda
- oficer żywnościowy - ppor. rez. Jan Grabowski
- lekarz dywizjonu - ppor. lek. rez. Czesław Szymaniak
- lekarz weterynarii - por. lek. wet. rez. Kazimierz Boguszewski
- dowódca kolumny amunicyjnej – ppor. rez. Jerzy Altman †1940 Charków[6]
- dowódca plutonu taborowego nr 7 – ppor. rez. Wróblewski
- dowódca 1 baterii armat – ppor. Mieczysław Sadowski
  - oficer zwiadowczy – ppor. rez. Roman Mulczyński
  - oficer ogniowy – ppor. rez. Wieńczysław Wacławski
- dowódca 2 baterii haubic –- ppor. Bolesław Czyrek
  - oficer zwiadowczy – ppor. rez. Michał Grabianka[7]
  - oficer ogniowy – ppor. rez. Stanisław Lubczyński